# Wihthun
Wihthun (auch Wehthun oder Withun; † zwischen 805 und 811) war Bischof von Selsey. Er wurde zwischen 787 und 789 geweiht und trat sein Amt im gleichen Zeitraum an. Er starb zwischen 805 und 811.